# Marathon Rotterdam 1986

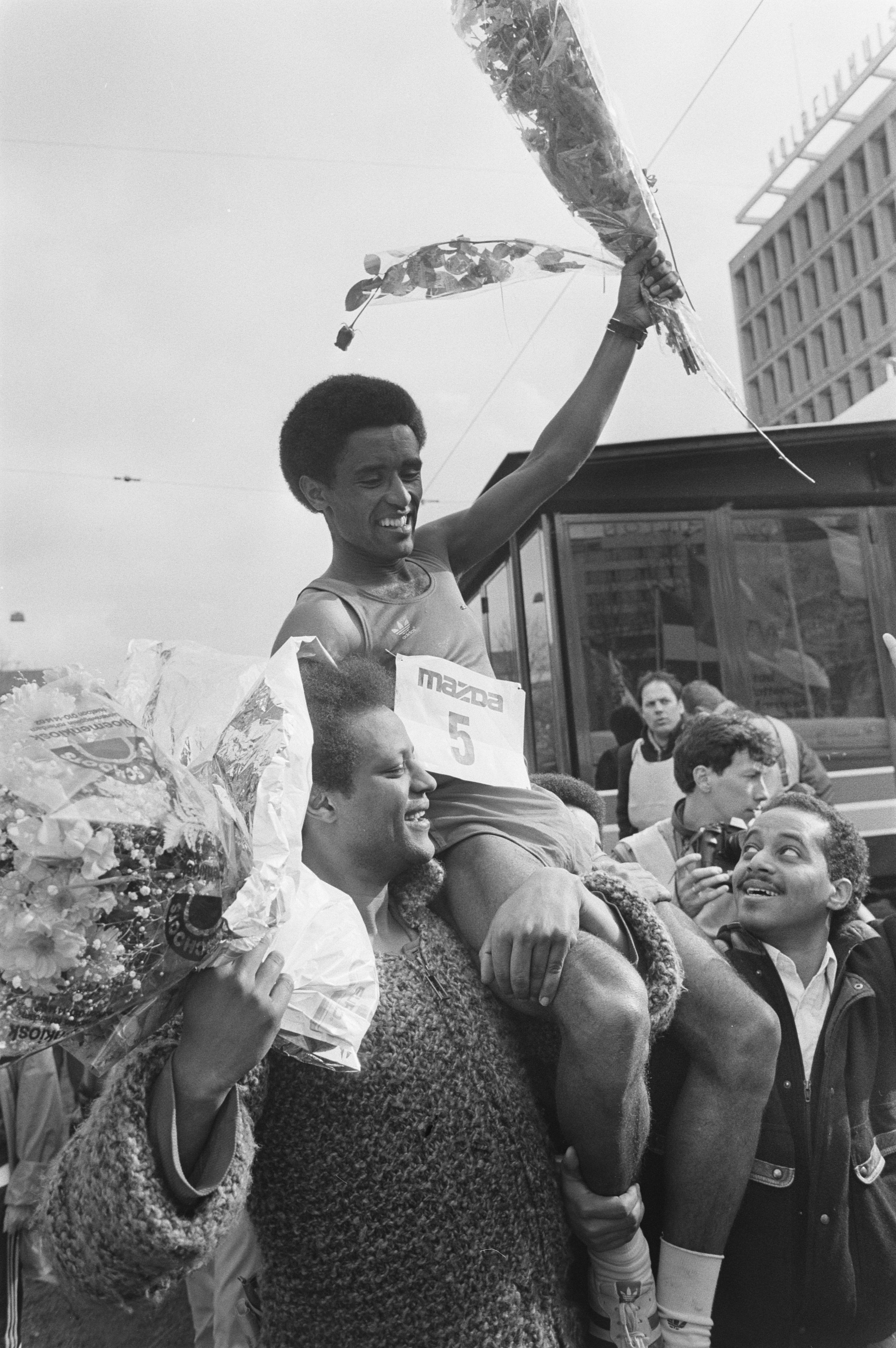
Winnaar Abebe Mekonnen gaat na afloop op de schouders.

De Marathon Rotterdam 1986 werd gelopen op zaterdag 19 april 1986. Het was de zesde editie van deze marathon.
Bij de mannen ging de overwinning naar de Ethiopiër Abebe Mekonnen, die over de streep kwam in 2:09.08. Bij de vrouwen was de Zweedse Ellinor Ljungros het sterkst in 2:41.06.
De 55-jarige Nederlander Piet van Alphen vestigde een wereldrecord in de leeftijdscategorie 55+ met een (netto)tijd van 2:25.56.
In totaal finishten een recordaantal van 3390 marathonlopers de wedstrijd.

## Uitslagen

### Mannen
| rang   | naam               | land | tijd    |
| ------ | ------------------ | ---- | ------- |
| Goud   | Abebe Mekonnen     | ETH  | 2:09.08 |
| Zilver | Belayneh Densamo   | ETH  | 2:09.09 |
| Brons  | Allan Zachariasen  | DEN  | 2:11.56 |
| 4      | Cor Lambregts      | NED  | 2:12.27 |
| 5      | Jean-Pierre Paumen | BEL  | 2:13.12 |
| 6      | John Graham        | SCO  | 2:13.42 |
| 7      | Delfim Moreira     | POR  | 2:16.04 |
| 8      | Casper Esnaola     | ESP  | 2:16.12 |
| 9      | Alfonso Abelan     | ESP  | 2:20.48 |
| 10     | Tony Simmons       | GBR  | 2:21.15 |
| 11     | Freddy Hensen      | BEL  | 2:21.53 |
| 12     | Wil Sparreboom     | NED  | 2:23.57 |
| 13     | Rudi Verriet       | NED  | 2:24.32 |
| 14     | Domien Bransma     | NED  | 2:25.22 |
| 15     | Jan-Ivar Westlund  | NED  | 2:25.44 |
| 16     | Andre Kolders      | NED  | 2:25.47 |
| 17     | Dirk van Santen    | NED  | 2:25.52 |
| 18     | Peter van der Aart | NED  | 2:25.53 |
| 19     | Peter Zwiers       | NED  | 2:26.15 |
| 20     | Paul Stam          | NED  | 2:26.45 |

### Vrouwen
| rang   | naam             | land | tijd    |
| ------ | ---------------- | ---- | ------- |
| Goud   | Ellinor Ljungros | SWE  | 2:41.06 |
| Zilver | Linda Delvaux    | NED  | 2:43.17 |
| Brons  | Rita Krombach    | NED  | 2:45.04 |
| 4      | Meen Bodolid     | NED  | 2:49.33 |
| 5      | Maritje de Jong  | NED  | 2:52.34 |
| 6      | Els Bloemen      | NED  | 2:56.16 |
| 7      | Alice Otte       | NED  | 2:57.12 |
| 8      | Marianne Knapen  | NED  | 2:59.49 |

1981 ·
1982 ·
1983 ·
1984 ·
1985 ·
1986 ·
1987 ·
1988 ·
1989 ·
1990 ·
1991 ·
1992 ·
1993 ·
1994 ·
1995 ·
1996 ·
1997 ·
1998 ·
1999 ·
2000 ·
2001 ·
2002 ·
2003 ·
2004 ·
2005 ·
2006 ·
2007 ·
2008 ·
2009 ·
2010 ·
2011 ·
2012 ·
2013 ·
2014 ·
2015 ·
2016 ·
2017 ·
2018 ·
2019 ·
2020 ·
2021 ·
2022 ·
2023 ·
2024